# Gmina Otok
Gmina Otok (chorw. Općina Otok) – gmina w Chorwacji w żupanii splicko-dalmatyńskiej. W 2011 roku liczyła 5474 mieszkańców.

## Miejscowości
Gmina składa się z następujących miejscowości:
- Gala
- Korita
- Otok
- Ovrlje
- Ruda
- Udovičić